# Дачная улица (Горелово)
Да́чная улица — улица в Красносельском районе Санкт-Петербурга на территории посёлка Горелово. Соединяет Заречную улицу и Красносельское шоссе. Протяжённость — 3150 м.

## География
Улица проложена в направлении с северо-востока на юго-запад (по нумерации домов).
Ширина улицы 4 метра или 2 полосы движения.

## Транспорт
- Ж/д платформа Горелово (610 м)

Остановка стадион Пингвин.
- Автобусы: 20

Остановка Дачная улица
- Автобусы: 145, 145Б, 147, 165, 245, 546, 632, 632А, 636, 639А
- Маршрутки: 631, 650В

## Примыкает
С северо-востока на юго-запад:
- Заречная улица
- 3-й проезд
- 4-й проезд
- Авиационная улица
- 5-й проезд
- Парковая улица
- Ломоносова улица
- улица Максима Горького
- Красная улица
- Набережная улица
- Красносельское шоссе